# Question
"Question" is een nummer van de Britse band The Moody Blues. Het nummer verscheen op hun album A Question of Balance uit 1970. Op 24 april van dat jaar werd het nummer uitgebracht als de enige single van het album.

## Achtergrond
"Question" is geschreven door zanger en gitarist Justin Hayward. Het nummer zou oorspronkelijk, net als het album, "A Question of Balance" heten, maar dit werd later ingekort. Met het refrein, "Why do we never get an answer when we're knocking at the door, with a thousand million questions about hate and death and war" (Waarom krijgen we nooit een antwoord wanneer we op de deur kloppen met duizend miljoen vragen over haat en dood en oorlog), beschreef Hayward zijn gevoelens tegenover de Vietnamoorlog.
Indertijd was "Question" een simpele opname voor de band. Op hun vorige album To Our Children's Children's Children stonden veel nummers die veel verschillende geluiden bevatten. Hierdoor was het moeilijk voor de band om de nummers live te spelen. "Question" was om die reden in een take opgenomen zonder extra geluiden, waardoor het makkelijker werd om live te spelen.
"Question" schakelt tussen twee verschillende melodieën: een snelle ("Why do we never get an answer...") en een langzame ("It's not the way that you say it when you do those things to me..."). Hayward vertelde dat dit oorspronkelijk twee niet-afgemaakte nummers waren, maar dat hij zich realiseerde dat hij deze nummers samen kon voegen met een simpele verandering van akkoorden.
"Question" is een van de populairste nummers van The Moody Blues en komt voor op vrijwel alle compilatie- en livealbums die sindsdien verschenen zijn. In het Verenigd Koninkrijk behaalde het nummer de tweede plaats, terwijl het in de Verenigde Staten niet verder kwam dan positie 21. In Nederland werd het een nummer 1-hit in zowel de Top 40 als de Hilversum 3 Top 30, maar in Vlaanderen bleef het steken op de negende plaats in de Ultratop 50. In 1988 nam de band het nummer opnieuw op met het London Symphony Orchestra (dat in 1978 een instrumentale versie van het nummer uitbracht) voor hun verzamelalbum Greatest Hits. Ook werd het in 1993 gecoverd door Fish op zijn coveralbum Songs from the Mirror.

## Hitnoteringen

### Nederlandse Top 40
| Hitnotering: 30-05-1970 t/m 01-08-1970 | Hitnotering: 30-05-1970 t/m 01-08-1970 | Hitnotering: 30-05-1970 t/m 01-08-1970 | Hitnotering: 30-05-1970 t/m 01-08-1970 | Hitnotering: 30-05-1970 t/m 01-08-1970 | Hitnotering: 30-05-1970 t/m 01-08-1970 | Hitnotering: 30-05-1970 t/m 01-08-1970 | Hitnotering: 30-05-1970 t/m 01-08-1970 | Hitnotering: 30-05-1970 t/m 01-08-1970 | Hitnotering: 30-05-1970 t/m 01-08-1970 | Hitnotering: 30-05-1970 t/m 01-08-1970 | Hitnotering: 30-05-1970 t/m 01-08-1970 |
| Week                                   | 1                                      | 2                                      | 3                                      | 4                                      | 5                                      | 6                                      | 7                                      | 8                                      | 9                                      | 10                                     |                                        |
| -------------------------------------- | -------------------------------------- | -------------------------------------- | -------------------------------------- | -------------------------------------- | -------------------------------------- | -------------------------------------- | -------------------------------------- | -------------------------------------- | -------------------------------------- | -------------------------------------- | -------------------------------------- |
| Positie                                | 8                                      | 2                                      | 1                                      | 1                                      | 2                                      | 3                                      | 6                                      | 12                                     | 20                                     | 34                                     | uit                                    |

### Hilversum 3 Top 30
| Hitnotering: 30-05-1970 t/m 18-07-1970 | Hitnotering: 30-05-1970 t/m 18-07-1970 | Hitnotering: 30-05-1970 t/m 18-07-1970 | Hitnotering: 30-05-1970 t/m 18-07-1970 | Hitnotering: 30-05-1970 t/m 18-07-1970 | Hitnotering: 30-05-1970 t/m 18-07-1970 | Hitnotering: 30-05-1970 t/m 18-07-1970 | Hitnotering: 30-05-1970 t/m 18-07-1970 | Hitnotering: 30-05-1970 t/m 18-07-1970 | Hitnotering: 30-05-1970 t/m 18-07-1970 |
| Week                                   | 1                                      | 2                                      | 3                                      | 4                                      | 5                                      | 6                                      | 7                                      | 8                                      |                                        |
| -------------------------------------- | -------------------------------------- | -------------------------------------- | -------------------------------------- | -------------------------------------- | -------------------------------------- | -------------------------------------- | -------------------------------------- | -------------------------------------- | -------------------------------------- |
| Positie                                | 13                                     | 2                                      | 1                                      | 1                                      | 2                                      | 3                                      | 4                                      | 10                                     | uit                                    |

### NPO Radio 2 Top 2000
| Nummer met noteringen in de NPO Radio 2 Top 2000 | '99 | '00 | '01 | '02 | '03 | '04 | '05 | '06 | '07 | '08 | '09 | '10 | '11 | '12 | '13 | '14 | '15 | '16 | '17 | '18 | '19 | '20  | '21  | '22  | '23  | '24  |
| ------------------------------------------------ | --- | --- | --- | --- | --- | --- | --- | --- | --- | --- | --- | --- | --- | --- | --- | --- | --- | --- | --- | --- | --- | ---- | ---- | ---- | ---- | ---- |
| Question                                         | 257 | 271 | 165 | 182 | 154 | 223 | 226 | 197 | 311 | 206 | 252 | 292 | 340 | 350 | 391 | 475 | 678 | 993 | 953 | 969 | 940 | 1118 | 1073 | 1108 | 1191 | 1182 |

1. ↑  Een vetgedrukt getal geeft de hoogste notering aan.

### Evergreen Top 1000
| Evergreen Top 1000 "Question" | Evergreen Top 1000 "Question" | Evergreen Top 1000 "Question" | Evergreen Top 1000 "Question" | Evergreen Top 1000 "Question" | Evergreen Top 1000 "Question" | Evergreen Top 1000 "Question" | Evergreen Top 1000 "Question" | Evergreen Top 1000 "Question" | Evergreen Top 1000 "Question" | Evergreen Top 1000 "Question" | Evergreen Top 1000 "Question" | Evergreen Top 1000 "Question" | Evergreen Top 1000 "Question" | Evergreen Top 1000 "Question" | Evergreen Top 1000 "Question" | Evergreen Top 1000 "Question" |
| Jaar                          | 2008                          | 2009                          | 2010                          | 2011                          | 2012                          | 2013                          | 2014                          | 2015                          | 2016                          | 2017                          | 2018                          | 2019                          | 2020                          | 2021                          | 2022                          | 2023                          |
| ----------------------------- | ----------------------------- | ----------------------------- | ----------------------------- | ----------------------------- | ----------------------------- | ----------------------------- | ----------------------------- | ----------------------------- | ----------------------------- | ----------------------------- | ----------------------------- | ----------------------------- | ----------------------------- | ----------------------------- | ----------------------------- | ----------------------------- |
| Positie                       | -                             | -                             | -                             | -                             | -                             | -                             | -                             | 107                           | 84                            | 152                           | 145                           | 82                            | 94                            | 99                            | 87                            | 117                           |